# Imper
Imper (węg. Kászonimpér) – wieś w Rumunii, w okręgu Harghita, w gminie Plăieșii de Jos. W 2011 roku liczyła 463 mieszkańców.